# 싸이언 아이스크림
싸이언 아이스크림폰은 LG전자가 2008년 4월에 출시한 피처폰이다. 배우 김태희가 CF에 출연하였다.